# Ixodes angustus
Ixodes angustus  (лат.) — вид кровососущих клещей рода Ixodes из семейства Ixodidae. Эндемик Голарктики. На тихоокеанском побережье Америки это один из наиболее обычных видов иксодовых клещей. Все фазы развития клеща паразитируют на мелких млекопитающих (чаще это грызуны, полёвки, мыши, крысы, бурундуки). Сезон активности (для имаго в России): июнь-август (личичнки и нимфы встречаются до октября). Вид был впервые описан в 1899 году французским зоологом Луи Жоржем Неманном (Louis Georges Neumann, 1846—1930).
На человека клещи не нападают, а поэтому эпидемиологического значения не имеют.

## Распространение
Северное полушарие: Канада, США, Мексика, Япония, Россия (Сахалин, Камчатка, Курильские острова, Хабаровский край, Приморский край).
Встречаются в различных биотопах: смешанные леса, тайга, тундра, скалы, луга.

### Сахалинская область
Вид обычен на Сахалине. Обнаружен на островах: Монерон, Шикотан, Юрий, Зелёный, Кунашир, Итуруп. Клещи обитают во всех ландшафтах, а на севере - в лесотундре вид является единственным представителем иксодофауны. В общих сборах среди иксодид на Сахалине составляет до 20-40%.